# Нучет (Горнет)
Нучет (рум. Nucet) насеље је у Румунији у округу Прахова у општини Горнет. Oпштина се налази на надморској висини од 408 m.

## Становништво
Према подацима из 2002. године у насељу је живело 259 становника, од којих су сви румунске националности.